# Округ Џеферсон (Тексас)
Округ Џеферсон (енгл. Jefferson County) је округ у америчкој савезној држави Тексас. По попису из 2010. године број становника је 252.273.

## Демографија
Према попису становништва из 2010. у округу је живело 252.273 становника, што је 222 (0,1%) становника више него 2000. године.
| Група             | 2000.           | 2010.           |
| Белци             | 130.604 (51,8%) | 112.503 (44,6%) |
| Афроамериканци    | 85.046 (33,7%)  | 85.291 (33,8%)  |
| Азијати           | 7.274 (2,9%)    | 8.630 (3,4%)    |
| Хиспаноамериканци | 26.536 (10,5%)  | 42.899 (17,0%)  |
| Укупно            | 252.051         | 252.273         |